# Drsnokřídlec lipový
Drsnokřídlec lipový (Biston strataria) je velký a poměrně hojný noční motýl z čeledi píďalkovitých, který se vyskytuje i v České republice.

## Rozšíření
Vyskytuje se spíše v teplejších oblastech Evropy. Jeho stanovištěm jsou nížinné, řídké lesy s převahou dubu, objevuje se u vodních toků, ale také v zahradách a parcích, kde rostou živné rostliny housenek.
Motýli se vyskytují brzy na jaře a ve vhodném biotopu mohou být i poměrně hojní.

## Popis

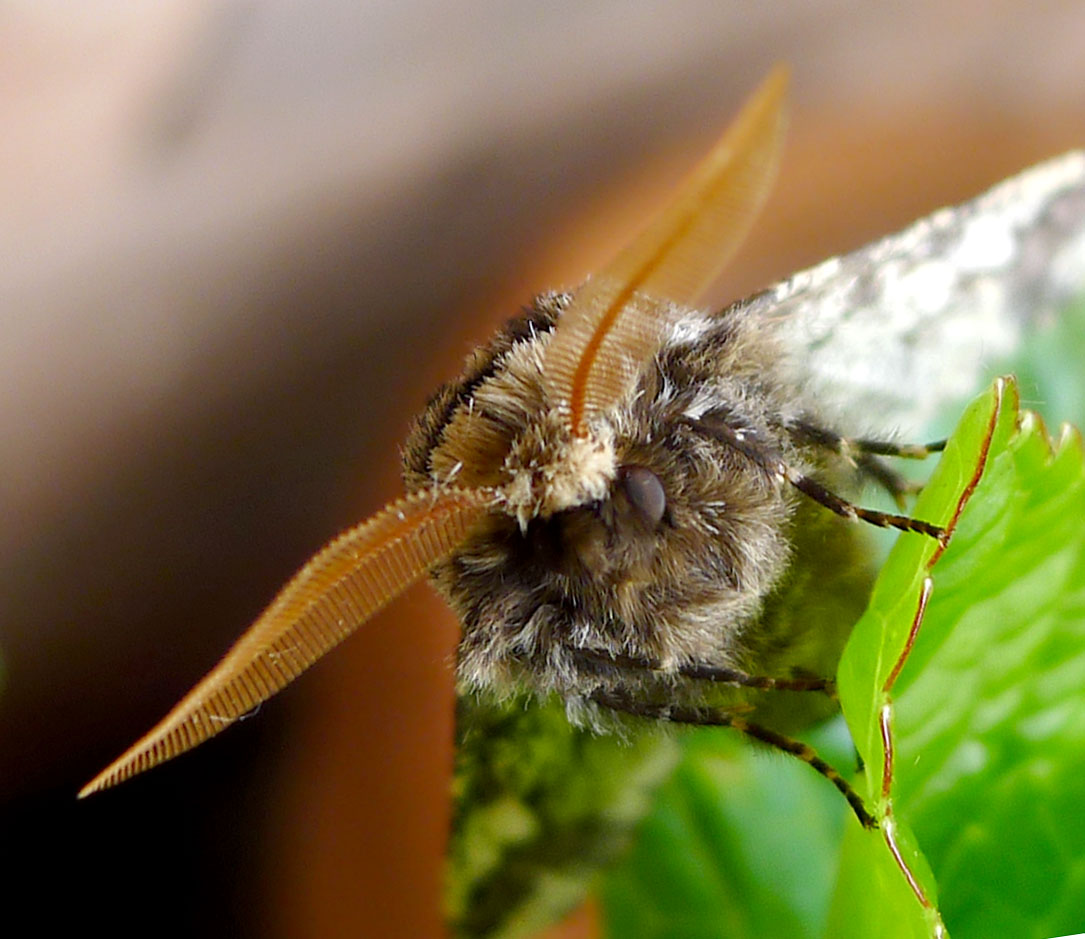
Dospělý samec - detail tykadel

Rozpětí křídel drsnokřídlece lipového dosahuje 40–50 mm. Zbarvení motýlů je variabilní co do odstínu, přední křídlo je však vždy rozděleno na 5 pásů, ve kterých se střídá barva základní (bílá až smetanová) s barvou doplňující (šedohnědá až světle okrová), přičemž pásy jsou odděleny tenkou černou klikatou linkou. Krom toho je celá plocha předních křídel jemně černě skvrnitá. Zadní křídla jsou hnědě poprášená, se zřetelnou příčkou.

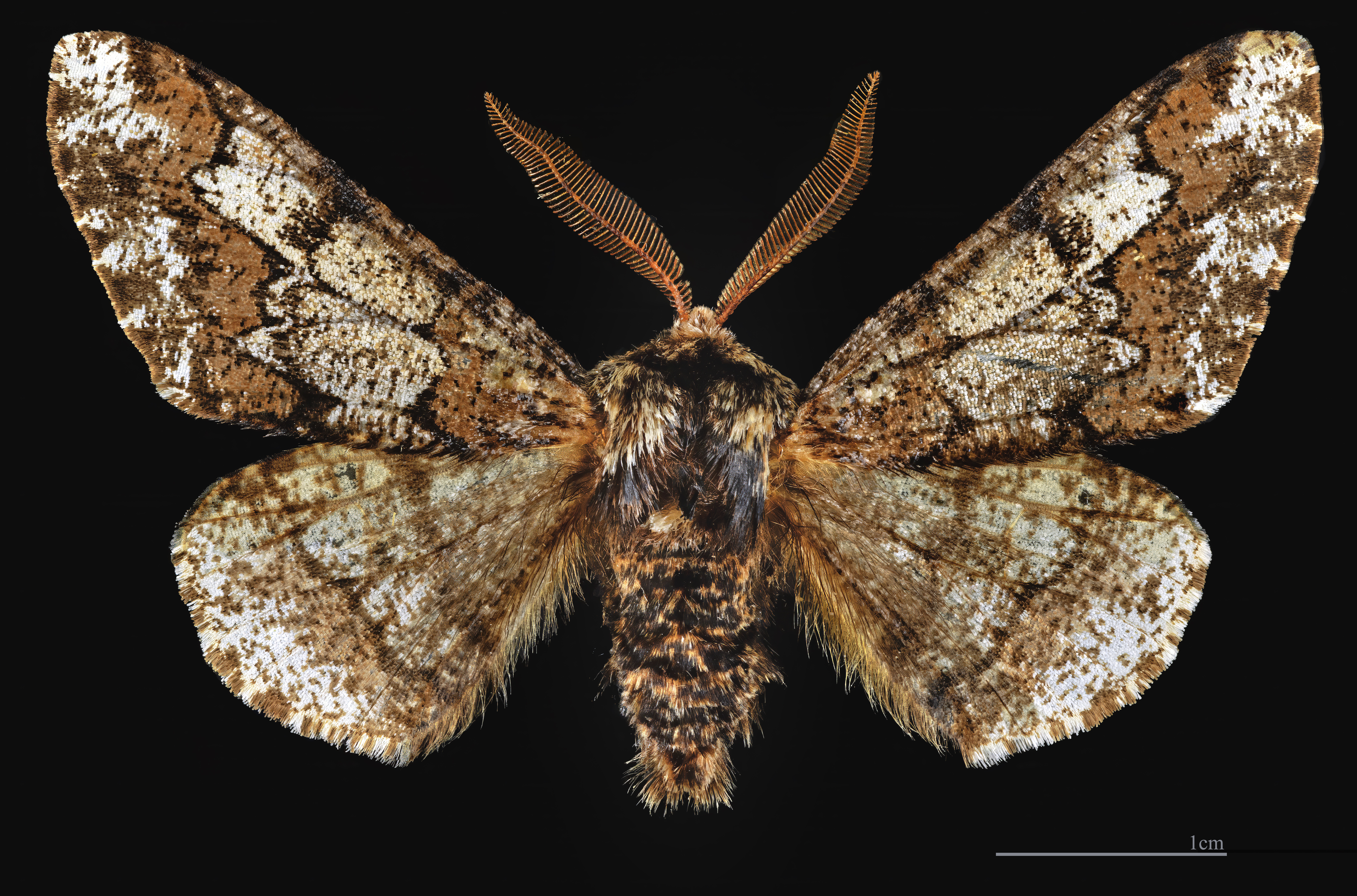
♂
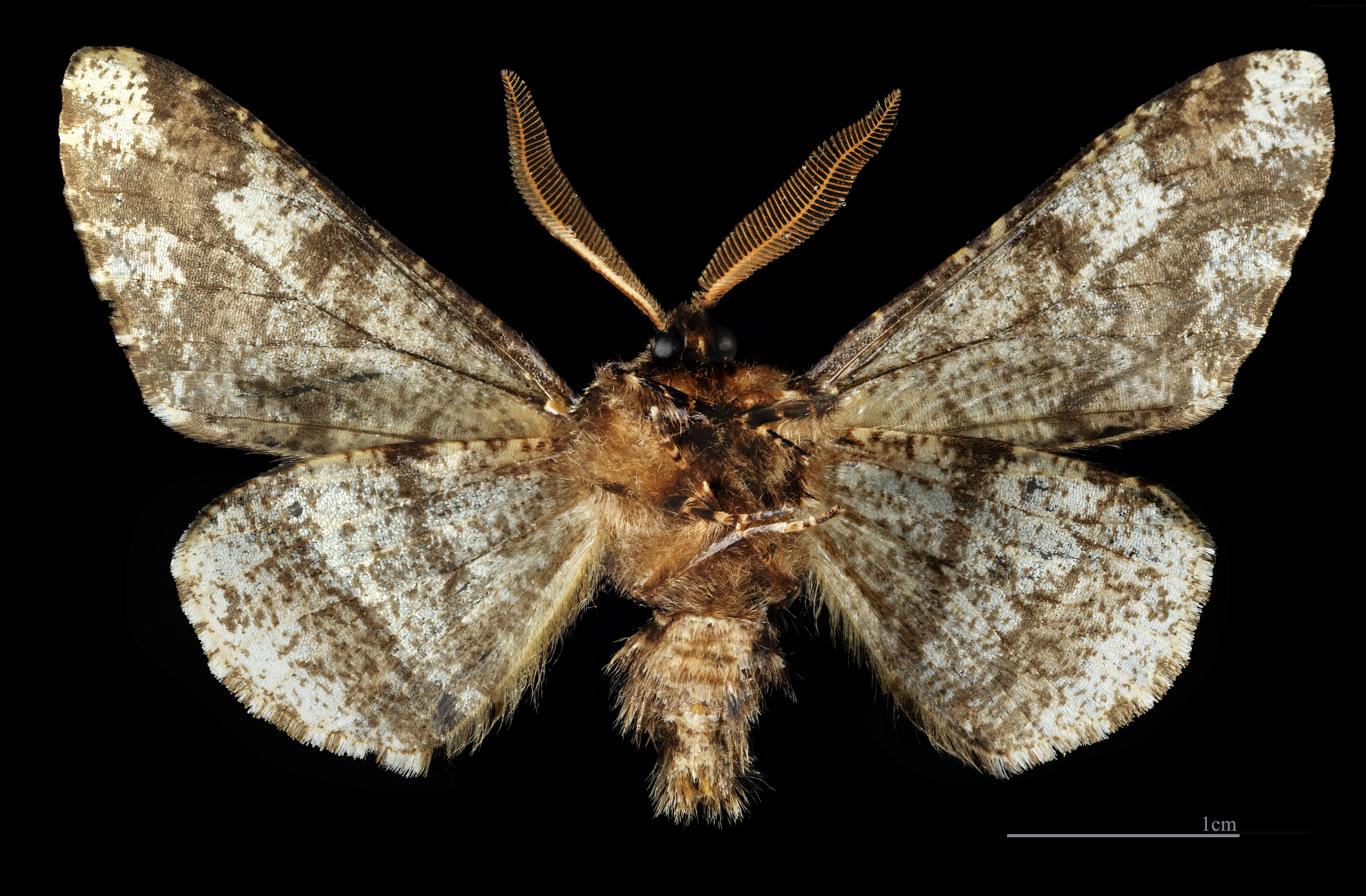
♂ △

Hruď motýla je hustě chlupatá a barvou odpovídá předním křídlům, zadeček je hnědý až okrový. Tykadla jsou spolehlivým určovacím znakem pohlaví dospělců – samci (viz obrázek) mají tykadla nápadně hřebenitá, samičky nikoli.
Housenkou drsnokřídlece lipového je robustní šedohnědá píďalka s hnědými klínovitými skvrnami na hřbetě. Na 1., 7. a 8. článku jsou hřbetní hrbolky, 11. článek je zduřený.
Kukla je červenohnědá.

## Bionomie
Dospělci se vyskytují brzy na jaře (březen–duben). Přes den odpočívají na kmenech stromů (čerstvě vylíhnutí motýli sedají při patě kmene, starší vyletují výše do koruny).
Housenky se vyvíjejí od května do července a jsou polyfágní – hlavními živnými rostlinami jsou duby, lípy, břízy a jilmy, ale lze je nalézt i na jiných stromech, včetně ovocných. Kuklí se v zemi.